# Stéphane Veilleux
Stéphane Veilleux, född 16 november 1981, är en kanadensisk professionell ishockeyspelare som spelar för Minnesota Wild i NHL.  Han har tidigare representerat New Jersey Devils.
Veilleux draftades i tredje rundan i 2001 års draft av Minnesota Wild som 93:e spelare totalt.